# Euskotren Trena
EuskoTren Trena est le nom du réseau de trains de banlieue de l'entreprise publique basque Eusko Trenbideak S.A. desservant principalement le Pays basque espagnol.
Sous la marque EuskoTren Trena, l'entreprise Eusko Trenbideak S.A. exploite un réseau de 181 km de lignes de chemin de fer à voie métrique, y compris le Topo (Saint-Sébastien) avec un arrêt en Pays basque français à proximité de la gare d'Hendaye. Elle exploite également deux réseaux de tramway (sous le nom EuskoTran) et un funiculaire. Son activité s'étend aussi à des lignes d'autobus.

## Histoire
En novembre 2016, Eusko Trenbideak met aux enchères 11 rames UT 300 et 21 rames UT 3500.
En avril 2018, Eusko Trenbideak annonce son intention de construire des lignes à grande vitesse sur le réseau Saint-Sébastien - Bilbao avec des rails à 1,435m d'écartement.

## Activités
Le trafic annuel s'élève globalement à 24,6 millions de voyageurs et 155 000 tonnes de marchandises. L'exercice 2003 s'est soldé par une perte nette de 45,7 millions d'euros. L'effectif du personnel est d'environ 1000 salariés. La société est dirigée par Manuel Leza Olaizola depuis juillet 2014.

### Réseau
- Métro de Saint-Sébastien (Topo) : l'unique ligne dessert 20 stations (dont Hendaye) et présente une longueur d'environ 24 km.
- EuskoTren Trena (chemin de fer classique) : 177 km, dont 146 km en voie unique et 34 en double vois. Ce réseau est entièrement électrifié en courant continu 1,5 kV.
- Tramway de Bilbao (Euskotren Tranbia) : 4,5 km, dont 2,7 km à double vois et 1,8 à voie unique (à traction électrique 750 V courant continu).
- Funiculaire de Larreineta : 1,18 km.
- Chemin de fer touristique : 5 km (à traction à vapeur).

### Parc de matériel roulant
Le réseau de chemin de fer classique dispose de quatre locomotives électriques, deux locomotives diesel, 53 rames automotrices électriques. Le chemin de fer touristique fait circuler des véhicules anciens mis à disposition par le musée basque du chemin de fer et appartenant à Eusko Trenbideak.